# 이종한
이종한(李種漢, 1952년 8월 24일 ~ )은 대한민국의 PD이다.

## 학력
- 안동고등학교
- 중앙대학교 연극영화과 학사
- 중앙대학교 대학원 연극영화과 석사

## 경력
- 2002년: SBS 제작본부 드라마 2EP 책임프로듀서
- 2005년: 제32회 한국방송대상 TV프로듀서상 토지

## 드라마
- 1987년: KBS1 드라마 이차돈
- 1987년: KBS1 드라마 탑리
- 1989년: KBS2 드라마 왕룽일가
- 1989년: KBS2 드라마 당추동 사람들
- 1990년: KBS2 드라마 검생이의 달
- 1992년: SBS 드라마 분례기
- 1992년: SBS 드라마 관촌수필
- 1993년: SBS 드라마 친애하는 기타 여러분
- 1995년: SBS 드라마 그대목소리
- 1997년: SBS 드라마 아름다운 죄 - 기획
- 2000년: SBS 드라마 빗물처럼
- 2001년: SBS 드라마 화려한 시절
- 2004년: SBS 드라마 토지
- 2006년: SBS 드라마 연개소문
- 2008년: SBS 드라마 압록강은 흐른다
- 2011년: 채널A 드라마 천상의 화원 곰배령

## 연출
- 1986. KBS 전설의 고향 “화신”
- 1986. KBS 전설의 고향 “어디서 무엇이 되어 만나랴”
- 1986.	KBS 석가탄신특집극 “이차돈”
- 1987. KBS 추석특집드라마 “시냇물 흘러 흘러 어디로 가나”
- 1987. KBS 송년특집극 “탑리”
- 1988.	KBS 드라마 초대석 “시인과 촌장”
- 1989.	KBS 미니시리즈 “왕룽일가”
- 1990. KBS 미니시리즈 “검생이의 달”
- 1990.	KBS 일요아침드라마 “당추동 사람들”
- 1991. 	SBS 소설극장 “분례기”
- 1992. SBS 창사특집 “관촌수필”
- 1993. 	SBS 수요드라마 “친애하는 기타여러분”
- 1994. SBS 신파극재조명 추석특집 “이수일과 심순애”
- 1994. SBS 신파극재조명 추석특집 “아리랑”
- 1994. SBS 송년특집드라마 “그들만의 산타”
- 1995. SBS 아침드라마 “그대 목소리”
- 1996. SBS 민방개국특집극 “아까딴유”
- 1996. SBS 6,25 특집극 “구하리의 전쟁”
- 2000. SBS 주말연속극 “왕룽의 대지”
- 2001. SBS 창사특집드라마 “빗물처럼”
- 2002. SBS 주말 연속극 “화려한 시절”
- 2002. SBS 창사특집드라마 “그대는 이세상”
- 2005. SBS 대하드라마 “토지”
- 2007. SBS 대하사극 “연개소문”
- 2008. SBS 창사특집드라마(한독합작) “압록강은 흐른다”
- 2009. SBS 추석특집드라마 “아버지, 당신의 자리”
- 2009 영화 “압록강은 흐른다(CGV상영)
- 2010 독일 BR방송사 “압록강은 흐른다”
- 2012. 채널A 개국주말드라마 “곰배령”

## 수상
- 1987. KBS 우수프로그램 작품상 “이차돈”
- 1989.	한국방송 프로듀서상 연출상 “왕룽일가”
- 1989. 한국방송기자선정 올해의 작품상 “왕룽일가”
- 1991. 지역사회개발 상록회상 “당추동사람들”
- 1992. SBS 평가연출상 “분례기”
- 1996.	한국방송 프로듀서상 작품상 “구하리의 전쟁”
- 1996. SBS 우수작품상 “아까딴유”
- 1996.	챨스톤 국제페스티벌 TV드라마부문 금상 “구하리의 전쟁”
- (World Fest Charleston, Gold Award "The Battle of Kuhari")
- 2002. SBS 우수작품상 “화려한 시절”
- 2003. 휴스턴 국제페스티벌 TV드라마부문 금상 “그대는 이세상”
- (World Fest Houston, Gold Award "You are My World")
- 2003. 반프 텔레비젼페스티벌 비경쟁부문 “그대는 이세상”
- (Banff Television Festival, Hors Concours "You are My World")
- 2005. SBS 최우수작품상 “토지”
- 2005. 한국방송대상 올해의 프로듀서상 “토지”
- 2006. 백상예술대상 작품상 “토지”